# Jutti

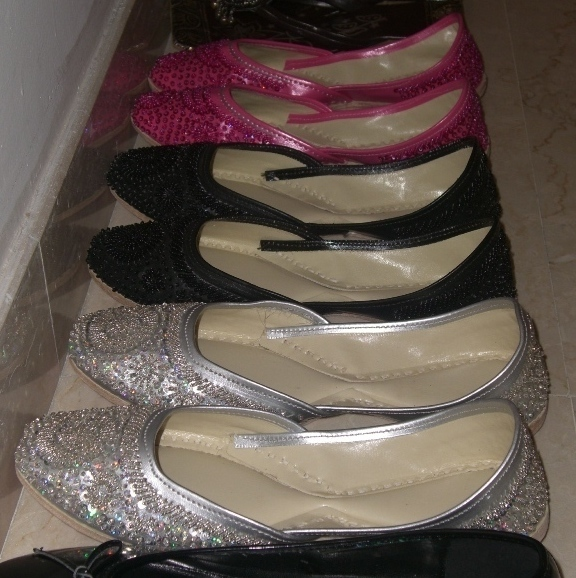
Jutti pantofi

Jutti (punjabă ਜੁੱਤੀ) sau Punjabi Jutti (punjabă ਪੰਜਾਬੀ ਜੁੱਤੀ) este un tip de încălțăminte specifica in India de Nord și în regiunile învecinate. Aceasta este realizată în mod tradițional din piele și cu o vastă broderie în fir de aur și argint, în motive inspirate de încălțămintea roialităților indiene din urma cu peste 400 de ani. Odata cu schimbarea tendințelor modei, se fabrică si juti cu cauciuc talpa . În afară de Punjabi juttis, există de asemenea și alte numeroase stiluri. Astăzi, orașe precum Amritsar șau Patiala ("tilla jutti") sunt importante centre comerciale pentru producerea acestor juttis făcuți de mână, de unde sunt și exportați peste tot în lume pentru diaspora Punjabi. În strânsă asemănare cu încălțămintea mojaris,  juttis au evoluat în câteva variante recognoscibile de design, variind chiar și în funcție de creativitatea cizmarului. Cu toate acestea, în general, acești pantofi nu au nici o formă distinctivă pentru stânga sau dreapta, în ideea că, în timp, aceștia se mulează pe forma piciorului. Jutti au, de obicei, talpa plată, și sunt similari în design atât pentru femei, cât și pentru bărbați, excepția fiind că modelul pentru bărbați are vârful ascuțit extins în sus, numit nokh,  și este curbat în sus ca tradiționalele mustăți. Aceștia mai poartă și denumirea de khussa, iar unele modele de jutti pentru femei au călcâiul liber, precum saboții. Chiar și cu schimbarea vremurilor,  juttis au rămas parte a costumului ceremonial, mai ales la nunți, iar  juttis fără broderie, așadar simpli, sunt folosiți pentru utilizarea zilnică atât de către bărbați cât și de femei, dar predominant în Punjab, unde sunt numiți  Jalsa Jutti și sunt de culoare neagră.
Acest accesoriu vestimentar este întâlnit și în multe cântece populare ce menționează juttis, cântece precum Jutti kasuri peri na poori hai rabba sanu turna paiy și Jutti lagdi vairia mere.

## Privire de ansamblu

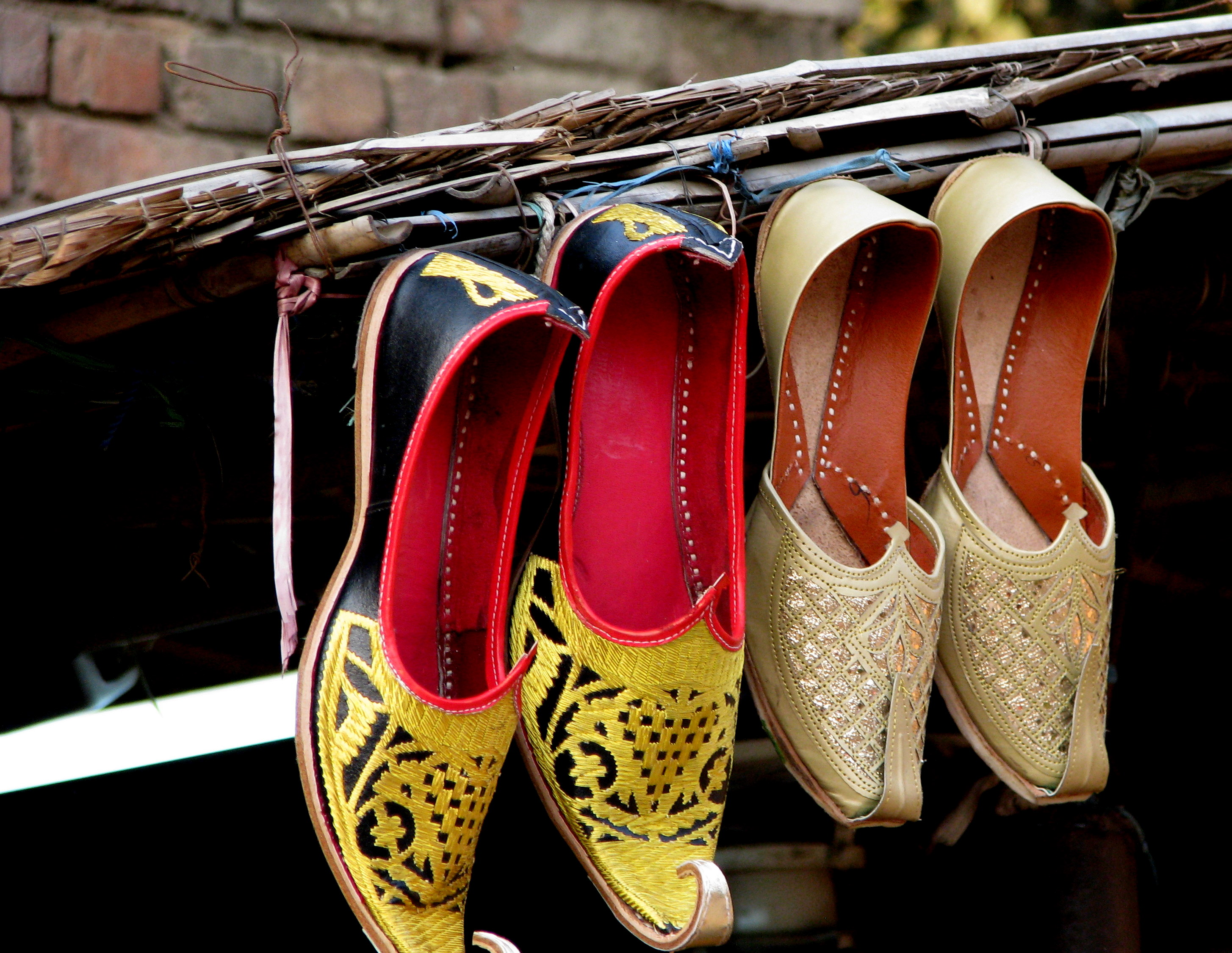
Punjabi Jutti pentru bărbați cu vârf extins si curbat, sau nokh.

Există o mare varietate de juttis (pronunțat 'jeut-tii' în Punjabi sau 'jeu-te în Hindi/Urdu) disponibili atât pentru bărbați, cât și pentru femei. În timpul unor festivaluri speciale juttis sunt montati si pe copitele vacilor. În alte părți ale Indiei, Juttis sunt de asemenea, cunoscuți si sub numele de Mojari, în Pakistan poarta denumirea de khussa. care, precum Mojaris, sunt pantofi cu varful curbat în sus. Ei au fost în mod tradițional preluati de-a lungul generațiilor, fiecare generație contribuind cu unele variații. Acestia sunt parte a costumului tradițional indian.
Sunt de obicei realizați din piele și sunt delicat brodați cu fire sau mărgele. Ca stil de încălțăminte, Juttis sunt slip-on, fără șireturi sau curele și sunt caracterizați prin călcâiul acoperit până la tendonul lui Ahile și acoperă degetele de la picioare cu un cerc sau în formă de M puternic brodate și lăsând laba piciorului aproape goală. În mare parte sunt lucrați manual și sunt brodați frumos.
Se crede că unul dintre primele exemple de încălțăminte purtate pe subcontinentul indian sunt sandalele de lemn, datate la circa 200 Î. hr. În timpul secolului 3 și 4 în perioada budistă, era destul de comun purtatul sandalelor legate, iar regii indieni purtau sandale ornamentate cu pietre prețioase. Literatura Jaina de specialitate arată că  pielea a fost folosita pentru a face pantofi, și aveau rolul de a proteja degetele de la picioare. Se foloseau piei de vacă, bivol, capră, oaie și animale sălbatice.
Acești pantofi etnici au fost purtați de prinți, moșieri, căpeteniile obștești, regi și regine Indiene, în special din zona Punjabului, iar diverse modele încadrate în această categorie sunt inspirate din epoca Mogulilor. Toate acestea sunt realizate manual de artizani îndemânatici, în diverse colțuri îndepărtate ale Indiei.
Jutti este încălțămintea tradițională indiană, populară în India de Nord, în special în Punjab, Haryana și Rajasthan. Ea are, de asemenea, variante ușor diferite, care sunt cunoscute drept kussa sau mojri. Frumusețe, culoare vibrantă și utilitate, toate aceste elemente sunt combinate în încălțămintea Indiană juttis. Bogație de fire de aur si mărgele colorate sunt folosite pentru a oferi o tușă roială prin motive rafinate. Juttis sunt realizați în diferite culori. Oamenii preferă să le poarte la ocazii tradiționale cum ar fi nunțile, iar împreună cu costume tradiționale precum sherwani ( costumul de mire) sau kurta pijama, juttis formează un accesoriu esențial.